# Dreaming Machine
«Маши́на снов» (яп. 夢みる機械 Юмэ Миру Кикай, англ. Dreaming Machine [МФА: ˈdrimɪŋ məˈʃin] или The Dream Machine [ðə drim məˈʃin]) — незаконченный японский приключенческий фэнтези-аниме-фильм от студий Madhouse и MAPPA, в роли режиссёра в котором выступает культовый режиссёр аниме Сатоси Кон.
После смерти Сатоси Кона от рака поджелудочной железы, студия Madhouse вынуждена была прекратить создание «Машины снов» из-за нехватки средств, а также из-за отсутствия режиссёра такого же уровня мастерства, как Сатоси Кон. Только 600 из 1500 кадров были анимированы. По словам Масао Маруямы, производство аниме не планируется в ближайшем будущем.